# Kommunistisches Verbrechen
Kommunistisches Verbrechen ist ein strafrechtlicher Begriff, der in einigen Ländern des ehemaligen Ostblocks von staatlichen Behörden verwendet wird. Er bezeichnet Verbrechen und teilweise auch Vergehen, die von Funktionären und Amtsträgern kommunistischer Regime begangen wurden.
Kommunistische Symbole wie beispielsweise Hammer und Sichel, der Rote Stern oder die Hymne der Sowjetunion sind in Ungarn (seit 1994), Lettland und Litauen (seit 2008), Polen (seit 2009) und Moldawien (seit 2012) als verfassungsfeindlich verboten. 

## „Zbrodnia komunistyczna“ in Polen
Im polnischen Strafrecht bezeichnet ein kommunistisches Verbrechen (poln. zbrodnia komunistyczna) eine unterdrückende Aktion eines Funktionärs eines kommunistischen Staates, die zwischen dem 17. September 1939 (Beginn der Sowjetischen Besetzung Ostpolens) und dem 31. Juli 1990 (Auflösung des polnischen Staatssicherheitsdienstes) durchgeführt wurde.
Das Konzept wurde 1998 eingeführt und mehrfach überarbeitet, um Studien und Strafverfolgung kommunistischer Straftaten zu erleichtern. Der Begriff ähnelt dem Konzept der nationalsozialistischen Verbrechen. Kommunistische Verbrechen werden in erster Linie vom Institut für Nationales Gedenken untersucht, das auch gegen nationalsozialistische Täter ermittelt. Als kommunistische Verbrechen werden auch bisweilen Taten qualifiziert, die unter einer anderen Täterschaft sowohl zum Tatzeitpunkt als auch zum Einklagezeitpunkt als Vergehen gehandelt werden, z. B. eine unregelmäßige Entlassung von Angestellten.
Am 31. März 2006 wurde z. B. Anklage wegen kommunistischer Verbrechen gegen den ehemaligen kommunistischen Staatsratsvorsitzenden Wojciech Jaruzelski erhoben.

## Tschechien
In der Tschechischen Republik ermittelt die Behörde für Dokumentation und Untersuchung der Verbrechen des Kommunismus gegen kommunistische Täter. Die Behörde entstand am 1. Januar 1995 durch Entscheidung des Innenministers.

## Ungarn
Das ungarische Parlament hat im Juni 2010 mit der Mehrheit des regierenden Bundes Junger Demokraten (FIDESZ) ein Gesetz verabschiedet, das die Leugnung kommunistischer Verbrechen verbietet. Wer „den vom nationalsozialistischen oder vom kommunistischen System begangenen Völkermord oder andere Verbrechen gegen die Menschlichkeit leugnet, in Zweifel zieht oder in ihrer Bedeutung herabmindert“, kann mit einer Freiheitsstrafe von bis zu drei Jahren belegt werden.